# Krvavý zákoník
Krvavý zákoník (Bloody code) je moderní pojmenování drakonických zákonů Britského impéria platících od konce 17. století do první poloviny devatenáctého. Lidé mohli být popraveni i za krádež koní, vloupání, homosexuální styk či kapsářství. Trest platil i pro z dnešního pohledu nezletilé, často oprátce neutekli ani patnáctiletí. Většina kriminálníků byla veřejně oběšena, ostatní krutější či dražší způsoby popravy byly spíše vzácností.

## Historie
Ve středověku nebyly popravy za zločiny tak běžné jako v rané moderní periodě a byly spojeny primárně s přečiny vůči státu / panovníkovi. Vilém I. Dobyvatel († 1087) a jeho syn Vilém II. Ryšavý († 1100) byli proti trestu smrti s výjimkou doby války a velezrady. Jejich vláda byla poznamenána velmi malým počtem nařízených poprav. Jejich následovníci ale hrdelní zločiny znovu rozšířili.
V novověku začala přísnost zákonů stoupat. Za Jindřicha VIII. († 1547) hrozil trest smrti jen za 10 zločinů: velezrada (což bylo i padělání peněz), zrada, vražda, znásilnění, pirátství, žhářství (pouze u lidských obydlí a míst, kde se skladují zemědělské plodiny), zpronevěření majetku svého nadřízeného, krádež koní (v té době jich byl nedostatek), vykradení kostela a vyloupení lidského obydlí. K nim se později za jeho vlády přidala sodomie a čarodějnictví. V porovnání s následujícím "obdobím Krvavého zákoníku" to byl spíše jen klid před bouří.
1688, roku "Slavné revoluce" a svržení krále Jakuba II., který historici berou jako začátek krutých trestů, zde bylo již 50 činů ústících v trest smrti. Mnohé byly i v tehdejší době ne moc pochopitelné, např. poškození Westminster Bridge či míti začerněnou tvář v nočních hodinách.
Roku 1699 byl schválen obzvlášť přísný zákon The Shoplifting Act, který uděloval trest smrti každému, kdo ukradl v obchodě cokoli o hodnotě vyšší než tři šilinky.
Pod stvrzením The Riot Act od roku 1714 se neuposlechnutí příkazu k rozpuštění násilné demonstrace o více než dvanácti a více lidech do jedné hodiny rovnalo trestu smrti. Pokud byly poškozeny kostely, lidská obydlí, stodoly či stáje, odpovědní byli též popraveni.
S rozšiřujícími se koloniemi vznikla roku 1717 možnost kriminálníky transportovat do kolonií, kde budou po určitou dobu nuceni k práci. To zachránilo mnohé od trestu smrti.
Nové zákony ale nepřinášely vždy více krutosti vůči nesprávnému chování. Roku 1735 bylo zakázáno soudit někoho za čarodějnictví dle The Witchcraft Act.
An Act for better preventing the horrid Crime of Murder vyžadoval od roku 1751, aby vrah byl popraven den po dnu vyřknutí rozsudku spolu s každým, kdo se ho pokusil osvobodit. Pokud se měla poprava konat v neděli, byla odložena na pondělí. Jeho tělo nebylo hned pohřbeno, ale v okovech veřejně vystaveno, pokud nebylo použito na vědecké účely.
Počet zločinů vázaných na trest smrti se v roce 1765 vyšplhal na 160 a v roce 1815 až na 225. Též se velmi zredukoval počet zločinů, kde mohl obviněný aplikovat "kněžské privilegium", což byla i známá klička v zákoně, jelikož obviněný nemusel vůbec být jakkoli spojen s církví, ale jen být schopen přečíst verš z Bible.

## Motivace
V této době rostla urbanizace a lidé, ve velkých počtech na malém území, mohli lépe vidět, že se zločin aktivně kolem nich děje a též, že jeden má více než druhý (to nebylo již limitováno středověkým rozdělením urozených a neurozených, jak rostla sociální mobilita a obecně bohatství v zemi), což mělo vliv na kriminalitu. Anglická vládnoucí elita začínala být dominována bohatými, kteří se obávali, že je mnohem více důvodů proč krást, a stupňující se přísnost zákonů je interpretována jako radikální způsob jak naučit občanstvo nedotknutelnosti vlastnických práv a upevnit nový způsob fungování společenské hierarchie. Trest se vykonával veřejně, často i se stovkami přihlížejících, a účel byl ani ne potrestat zločince, jako odradit potencionálního. Jak prohlásil George Savile: "Lidé nejsou popravování pro odcizení koní, ba aby se koně [dále] nekradly".
Rozvoj novin též dost napomohl vyvolání paniky ohledně morálky, jelikož články o vraždách byly mezi lidmi populární a to vedlo k společenskému akceptování tvrdších trestů pro zločince. Do roku 1829 zde nebyla ani žádná profesionální policie, ani oficiální celonárodní databáze zločinu. Ta vznikla až roku 1805, tudíž pocity a dojmy měly vliv na tvorbu zákonů.

## Kriminalita v dobách platnosti
Studie odhadují, že v první polovině šestnáctého století zde bylo 3,5x více vražd (na 100 000 obyvatel) než v druhé čtvrtině 19. století, pokles byl hlavně u vyšší třídy. Tudíž korelace zde je. Je ale těžké prokázat míru kauzality, jelikož zde je mnoho jiných faktorů ovlivňující úpadek zločinu, např. snížení počtu lidí žijící v chudobě za industriální revoluce či denormalizace násilí a alkoholu.

## Skutečný rozsah poprav a efektivita zákonů
Lidé v soudním systému neviděli zločince stejně černě jako zákonodárci. Regionální rozdíly byly obrovské. Tento protikriminální trend ve společnosti minul více zaostalé oblasti mimo Londýn a okolí, kde soudci následkem udělovali milost mnohokrát častěji. Mezi lety 1760–1775 za majetkově trestnou činnost dostalo v Londýně pardon 52 % odsouzených, ve venkovských oblastech dokonce 84 %. Soudce někdy i překročil zákon, aby ušetřil trestance nejvyššího trestu. Zákoník byl dostatečně efektivní pouze u vražd, kde milost byla privilegiem pouze 8 % vrahů.
V Londýně, kde byl hrdelní čas nejběžnější, popravy snižovaly místní populaci o 0,00385 % každý rok. To je až stonásobně častěji než v současných státech, kde je trest smrti praktikován. V blízkém Essexu bylo 2,5× méně popravených ročně, v Hertfordshire 2,4× a v Surrey 1,9×.
Dále od centra impéria byly rozdíly ještě větší. Ve Walesu bylo zprovozeno ze světa 24,1× méně trestanců a ve Skotsku 42,8× méně. Rozdíl mezi městem a venkovem byl vidět i v těchto krajích. V obvodu Edinburghu se popravovalo 4× častěji, než ve venkovských obvodech.
Vliv na méně pochopení pro drakonické zákony měla i menší profesionalita místních soudců mimo Anglii. Na rozdíl od centra impéria nepracovali na plný úvazek a řešili případy ve svém obvodu, dokud nerezignovali nebo nezemřeli, tudíž měli více kontaktu s místními. Další faktor byl, že soudci a právníci často neuměli gaelštinu, velštinu a jiné místní jazyky, jelikož na nejvyšší pozice v soudním systému byli po staletí dosazováni primárně Angličané, nikoli místní, a celé soudní řízení se vedlo v řeči vládnoucích podmaněnému Skotsku a Walesu.

## Zmírnění zákoníku
V 19. století si už i vládnoucí třída uvědomovala neschopnost systému. Sir Samuel Romilly byl hlavou hnutí, jež chtělo zrušit zákon, nařizující trestu smrti, s výjimkou vraždy a velezrady, i když se jeho úplného zrušení nedožil.
Corruption of Blood Act zrušil státní výhradu na veškeré dědictví popraveného s výjimkou velezrady, zrady a vraždy. O devět let později roku 1823 Judgement of Death Act umožnil soudu neposlat odsouzeného na smrt a zvolit mírnější trest, i když de jure byl trest smrti zapsán do záznamu.
Definitivní konec Krvavého zákoníku je rok 1861, kdy reforma Criminal Law Consolidation Acts stvrdila další snížení zločinů končící oběšením na pět: velezradu, žhářství v královském přístavu, vraždu, "pirátství s násilím" (viz ) a nutné opatření v době války. Mrtvola popraveného nemohla být veřejně vystavena.
Od roku 1998 byla zrušena i poslední výjimka za vlastizradu a "pirátství s násilím", tudíž dnes není možno být v Británii odsouzen k trestu nejvyššímu, pokud není vyhlášen válečný stav.